# Тускарорська війна
Тускарорська війна (англ. Tuscarora War) — війна між британськими та іншими європейськими американськими поселенцями провінції Кароліна та народом тускарора та їхніми союзниками корінних індіанців, що точилася в Північній Кароліні з 10 вересня 1711 року до 11 лютого 1715 року. Ця війна вважалася найкривавішою колоніальною війною в Північній Кароліні. У 1718 році тускарора підписали договір з колоніальними чиновниками і оселилися на зарезервованій ділянці землі в сучасному окрузі Берті, Північна Кароліна. Війна розпалила подальший конфлікт з боку тускарорів і призвела до змін у работоргівлі Північної та Південної Кароліни.
Перше успішне заселення Північної Кароліни почалося в 1653 році. Тускарора жили в мирі з поселенцями понад 50 років, тоді як майже кожна інша колонія в Америці була втягнута в конфлікт з корінними американцями. Після війни більшість тускарорів мігрували на північ до Нью-Йорка, де вони приєдналися до п'яти націй Конфедерації Гауденосауні в якості шостої нації.

## Історія
Коли англійці почали заселення земель у Кароліні, тоскарора отримали вигоду від торгівлі з переселенцями. Купуючи зброю та металеві вироби в англійців, вони змогли досягти певного домінування над іншими сусідніми племенами в регіоні. Ці переваги північні тускарори відчули більшою мірою, ніж їхні південні колеги, які були відрізані від процвітаючої північної тускарори зростаючою кількістю європейських поселенців.
В результаті, на початок XVIII століття в Північній Кароліні утворилися дві групи племені тускарора: північна група на чолі з вождем Томом Блаунтом і південна група на чолі з вождем Хенкоком. Блаунт займав територію навколо округу Берті на річці Роанок; Хенкок осів ближче до Нью-Берна, займаючи територію на південь від річки Памліко.
Плем'я Хенкока почало нападати на поселенців, але плем'я Блаунта на той момент не брало участі у війні. Деякі історики, зокрема Річард Вайт і Ребекка Сіман, припускають, що війна виникла через непорозуміння між колоністами і тускарорами. Південні тускарори на чолі з Хенкоком об'єдналися з племенами Ведмежої річки, корі, ньюсіоки, мачапунго, матамаскіт, кочечні, памліко, сенека і віток, щоб за короткий час організувати та одночасно атакувати поселенців на великій території. Починаючи з 22 вересня 1711 року, вони розпочали рейди на садиби вздовж річок Роанок, Нойс і Трент, а також у місті Бат, і вбили сотні поселенців, у тому числі кількох ключових колоніальних політичних діячів, таких як Джон Лоусон з Бата, а інших прогнали геть.
Губернатор Едвард Гайд зібрав ополчення Північної Кароліни і заручився підтримкою Законодавчих зборів Південної Кароліни, які надіслали під командування полковника Барнвелла допомогу у 30 офіцерів та близько 500 індіанців, включаючи воїнів ямасі, ватері, конгарі, ваксхо, пі-ді та апалачі. Експедиція Барнвелла подолала понад 300 миль і прибула в січні 1712 року. З цими силами вони напали на південних тускарора та інші союзні їм племена в окрузі Крейвен біля форту Наратнес на березі річки Ньюз 1712 року. Тускарора були розбиті, зазнавши великих втрат. Понад триста індіанців було вбито і сто взято в полон. У полон потрапили здебільшого жінки та діти, яких потім продали в рабство.
Англійці запропонували вождю Бланту контроль над усіма племенами тускарора, якщо він допоможе поселенцям у розгромі вождя Хенкока. Вождь Блант зумів захопити вождя Хенкока в полон, і поселенці стратили того 1712 року, проте війна на цьому не закінчилася. У 1713 році південні тускарора втратили форт Неохерока, розташований у сучасному окрузі Грін; при цьому понад тисячу осіб з них убито або захоплено в полон.
До цього моменту більшість південних тускарора почали мігрувати в Нью-Йорк, щоб втекти від поселенців Північної Кароліни. Там вони приєдналися до п'яти націй Конфедерації Гауденосауні і були прийняті як шоста нація в 1722 році. Деякі групи тускарора залишалися в Північній Кароліні разом з Блаунтом протягом десятиліть, а остання з них виїхала до Нью-Йорка в 1802 році.